# Щепихин, Сергей Арефьевич
Серге́й Аре́фьевич Щепи́хин (01 октября 1880 — 18 марта 1948) — уральский казак, участник Русско-японской, Первой мировой и Гражданской войны на стороне Белого Движения, Генерального штаба генерал-майор. Участник Великого Сибирского Ледяного похода.

## Биография
Родился 1 октября 1880 года в семье уральского казачьего офицера, в поселке (форпост) Январцевский, Кирсановской станицы 1-го (Уральского) военного отдела Уральского казачьего войска. Старший брат — Пётр Арефьевич Щепихин (1879—1920), войсковой старшина, командир Уральского казачьего артиллерийского дивизиона, кавалер двух орденов.
Окончил Оренбургский Неплюевский кадетский корпус, а затем в 1890 году окончил по 1-му разряду Николаевское кавалерийское училище. Учился Щепихин в училище хорошо (средний балл 11,28 из 12 возможных) и получил премию генерал-адъютанта В. А. Долгорукова (256,5 рублей). По окончании училища в чине хорунжего получил назначение во 2-й Уральский казачий полк, расквартированный в Самарканде. В мае 1901 года командирован в Ташкент для изучения телеграфного, гелиографного и подрывного дела, а в 1903 году поступил в Николаевскую Академию Генерального штаба.

### Участие в русско-японской войне
В конце мая 1904 года отчислился из Николаевской академии, а в июне 1904 года отчислился из полка в войска. Служил в 4-м Уральском казачьем полку. Приказом от 1 июля 1904 года был произведён в чин сотника (за выслугу лет). Участвовал в набегах на Инкоу, на Фукумынь, в сражениях при Сандепу и под Мукденом, в разведках к реке Ляохэ. В 1905 году за боевые отличия был произведён в чин подъесаула. Также за боевые отличия был награжден орденом Святой Анны 4-й степени и орден Святого Станислава 3-й степени с мечами и бантом.

### Служба между войнами
В 1908 году, в чине есаула окончил Николаевскую Академию Генерального штаба. Цензовое командование сотней отбывал в 1-м Уральском казачьем полку (г.Киев) с 01.11.1908 по 12.11.1910. Затем проходил службу в должности обер-офицера для поручений при штабе Омского военного округа (11.05.1911-15.01.1914).
С. А. Щепихин внёс заметный вклад в военно-географическое изучение Синьцзяна, Алтая и Западной Монголии. Летом 1912 года совершил рекогносцировочную поездку в Тарбагатайский округ Синьцзянской провинции, с целью сбора сведений о китайских вооружённых силах в приграничной с Россией полосе, о военно-политической обстановке в Синьцзяне, в связи с событиями Синьхайской революции 1911 г., о положении национальных меньшинств в Синьцзянском округе — казахов, монголов, Сибо,уйгуров и др., а также для описания маршрутов и путей, ведущих из русского Семиречья в Западный Китай. По итогам поездки Щепихин составил секретный отчет, в котором сообщил данные о китайских укреплениях (в том числе их обмеры).

### Служба в период Первой мировой войны
С 15 января по 06 декабря 1914 год- обер-офицер при штабе Киевского военного округа. С декабря 1914 года в чине подполковника в должности старшего адъютанта отдела генерал-квартирмейстера штаба 3-й армии. В августе 1916 года произведён в чин полковника. Командовал 2-м Уральским казачьим полком.

### Участие в Гражданской войне
17 февраля 1918 года войсковым съездом начальником штаба всех вооружённых сил Уральского казачьего войска и Уральской области был избран полковник Щепихин С. А., а 19 февраля новым командующим вооружёнными силами Уральского казачьего войска и Уральской области был избран полковник М. Ф. Мартынов.
Щепихин С. А., был в должности начальника штаба Уральской армии, начальника войскового штаба Уральского казачьего войска с 17 февраля до начала июня 1918 года. В начале июня 1918 года произошло решающее столкновение части депутатов Войскового Съезда, Войскового Правительства и командования Уральской Армии. Съезд и Правительство решительно воспротивились предлагавшемуся Мартыновым М. Ф. и Щепихиным С. А., переходу в наступление против красных частей, ссылаясь, в какой-то степени обоснованно, на отсутствие необходимого вооружения и неготовность казачьих частей. В свою очередь, Войсковое правительство, а по его предложению и Съезд, в очередной раз ультимативно потребовали неукоснительного подчинения себе военного командования в оперативных вопросах, а начальника штаба Щепихина С. А., обвинили в утаивании от депутатов секретной информации и потребовали его удаления с должности. Тогда командующий войсками полковник Мартынов М. Ф., защищая единственно возможные в понимании кадрового офицера принципы организации единоначалия в военном командовании и персонально своего начальника штаба, выдвинул Съезду встречный жёсткий ультиматум — либо всё остаётся, как прежде, в том числе и Щепихин в своей должности, либо они уходят с постов вместе. Съезд несколько дней просил Мартынова, очень популярного среди уральского казачества, остаться, но тот был непреклонен. В результате полковники Мартынов и Щепихин вместе ушли со своих постов, а Съезд избрал командующим Уральской Армией генерал-майора Акутина В. И., а начальником штаба — полковника С. П. Кириллова.
Полковник Щепихин вскоре уехал за пределы Войска и поступил на службу в Народную армию Самарского КОМУЧа начальником полевого штаба Поволжского фронта (с 15.08.1918), затем с октября по декабрь 1918 года — начальник штаба Самарской группы войск. 24 декабря 1918 года произведён в чин генерал-майора. С января 1919 года назначен начальником штаба Западной армии войск адмирала А. В. Колчака. Под его непосредственным руководством была разработана наступательная операция Западной армии на г. Уфу и далее на р. Волгу. Приказом Верховного правителя и Верховного главнокомандующего от 14.01.1919 ему была объявлена благодарность. С 16.06.1919 года начальник снабжения Южной (впоследствии Оренбургской) армии. 07.10.1919 года зачислен в распоряжение генерал-квартирмейстера штаба главнокомандующего армиями Восточного фронта. Участник Великого Сибирского Ледяного похода. С 12.11.1919 года — начальник штаба 2-й армии. С 27.01.1920 года — начальник штаба Главнокомандующего Восточного фронта, затем начальник штаба войск Российской восточной окраины.
Награждён знаком отличия военного ордена «За Великий Сибирский поход» 1-й степени (удостоверение № 4) Приказ командующего войсками Российской восточной окраины Генерального штаба генерал-майора Войцеховского С. Н. № 213 от 27.04.1920 года . Знаком ордена 2-й степени также была награждена его супруга — Щепихина Александра (удостоверение № 13).
В мае 1920 года генерал Щепихин С. А. оставил свой пост и выехал из Читы в Китай.

### Эмиграция
После непродолжительного пребывания в Китае, Щепихин С. А. отправился в Константинополь, куда прибыл в день эвакуации армии генерала П. Н. Врангеля из Крыма. В качестве эмигранта проживал в Турции, впоследствии — в Чехословакии, где занимался литературным трудом. Автор воспоминаний о Гражданской войне. В апреле 1933 года часть своих рукописей передал в США, в архив Гуверовского института войны, революции и мира при Стэнфордском университете.
Умер в Праге, похоронен на Ольшанском кладбище.

## Награды
- Орден Святой Анны 4-й степени
- Орден Святого Станислава 3-й степени с мечами и бантом
- Орден Святой Анны 3-й степени с мечами и бантом
- Орден Святого Станислава 2-й степени с мечами
- Орден Святой Анны 2-й степени
- мечи к Ордену Святой Анны 2-й степени
- Орден Святого Владимира 4-й степени с мечами и бантом
- Орден Святого Владимира 3-й степени
- знак отличия Военного ордена «За Великий Сибирский поход» 1-й степени (№ 4; 1920).

## Сочинения
- Отчет о поездке в Тарбагатайский округ Западного Китая летом 1912 г. — Омск, 1913;
- Омский военный округ. Военно-географическое и статистическое описание. — Омск, 1913;
- Тридцать два месяца в штабе 3-й русской армии. На фронте мировой войны (1914—1917) (б/д., машинопись);
- Штаб 3-й армии в Великую войну (Галицийский период) (1928, рукопись);
- Уральское казачье войско в борьбе с коммунизмом (рукопись);
- Южная армия Восточного фронта адмирала Колчака. Июль-октябрь 1919 г. (б/д., рукопись);
- Конец Белого движения в Сибири (б/д., рукопись);
- Каппелевцы в Чите в 1920 г., или Японская интервенция (1928, машинопись);
- Сибирь при Колчаке (1930, рукопись);
- Под стягом Учредительного собрания // Гражданская война на Волге в 1918 г. — Прага, 1930. — Вып. 1.